# 三次元測定機

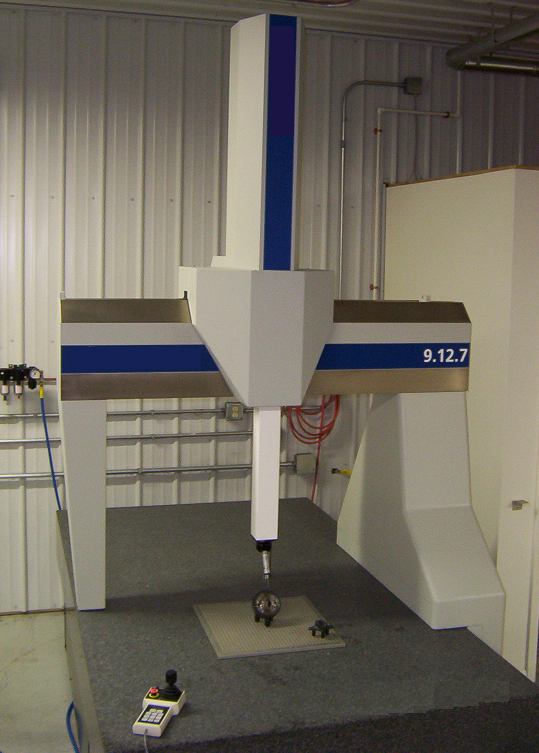
三次元測定機

三次元測定機（さんじげんそくていき、英語: Coordinate Measuring Machine、略称CMM）とは、計測器の一種であり、立体を三次元的に計測できる測定機。

## 概要
接触式の概要を示す。
プローブと呼ばれる鉄・ルビー・セラミック・等の材質の球体で、製品を点測定、もしくは線測定をして、得られた三次元の座標値を検出する。点群データを合成して面要素や円要素、円要素を合成して円筒要素などを作ることもできる。円の内外径や、平面度、平行度、直角度、位置度などの幾何学公差を求めることができる。
これらの検出値は接続された電子計算機で演算処理される。

## 測定方式による差異
- 接触式（タッチプローブ）
- 非接触式
  - 走査レーザプローブタイプ
  - 光学タイプ

接触式と非接触式を組み合わせた物もある。

## 操作方式による差異
- マニュアル形
- CNC形

## 形状による差異
- ブリッジ形
  - ブリッジ移動タイプ
  - テーブル移動タイプ
  - ガイドセパレート
- ホリゾンタルアーム形
- 多関節アーム形

## 製造メーカー

### 海外メーカー
- FARO（アメリカ）
- ヘキサゴンメトロジー（スウェーデン）
  - ブラウン＆シャープ（アメリカ）
  - ライカ（ドイツ）
  - ライツ(ドイツ）
  - テサ（スイス）
  - ローマ（フランス）
  - ローマシムコア（フランス）
  - DEA（イタリア）
  - マール（ドイツ）
  - マイクローナ（ドイツ）
  - コグニテンス（イスラエル）

- カールツァイス（ドイツ）

### 国内メーカー
- ミツトヨ
- キーエンス
- 東京精密（カールツァイスと提携）
- ニコンインストルメンツカンパニー
- 中村製作所
- 小坂研究所

### プローブシステムメーカー
- レニショー（イギリス）